# هایدماری استفانیشین-پایپر

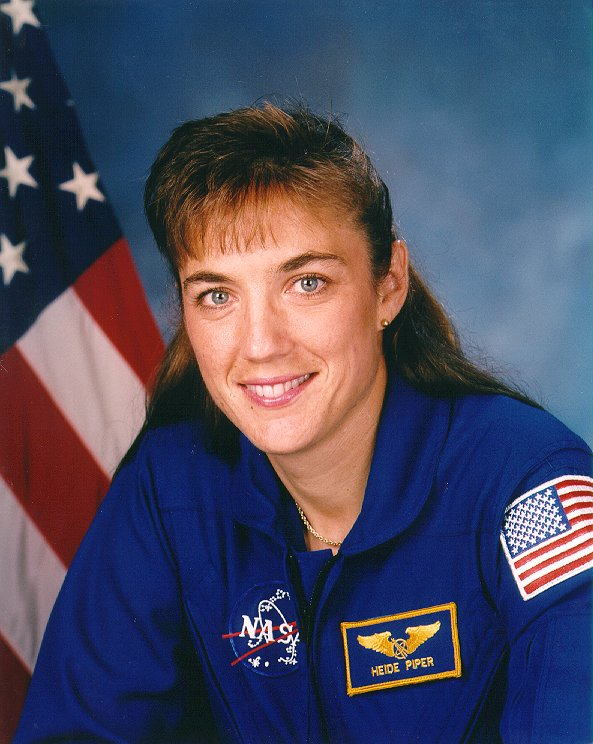
استفانیشین-پایپر

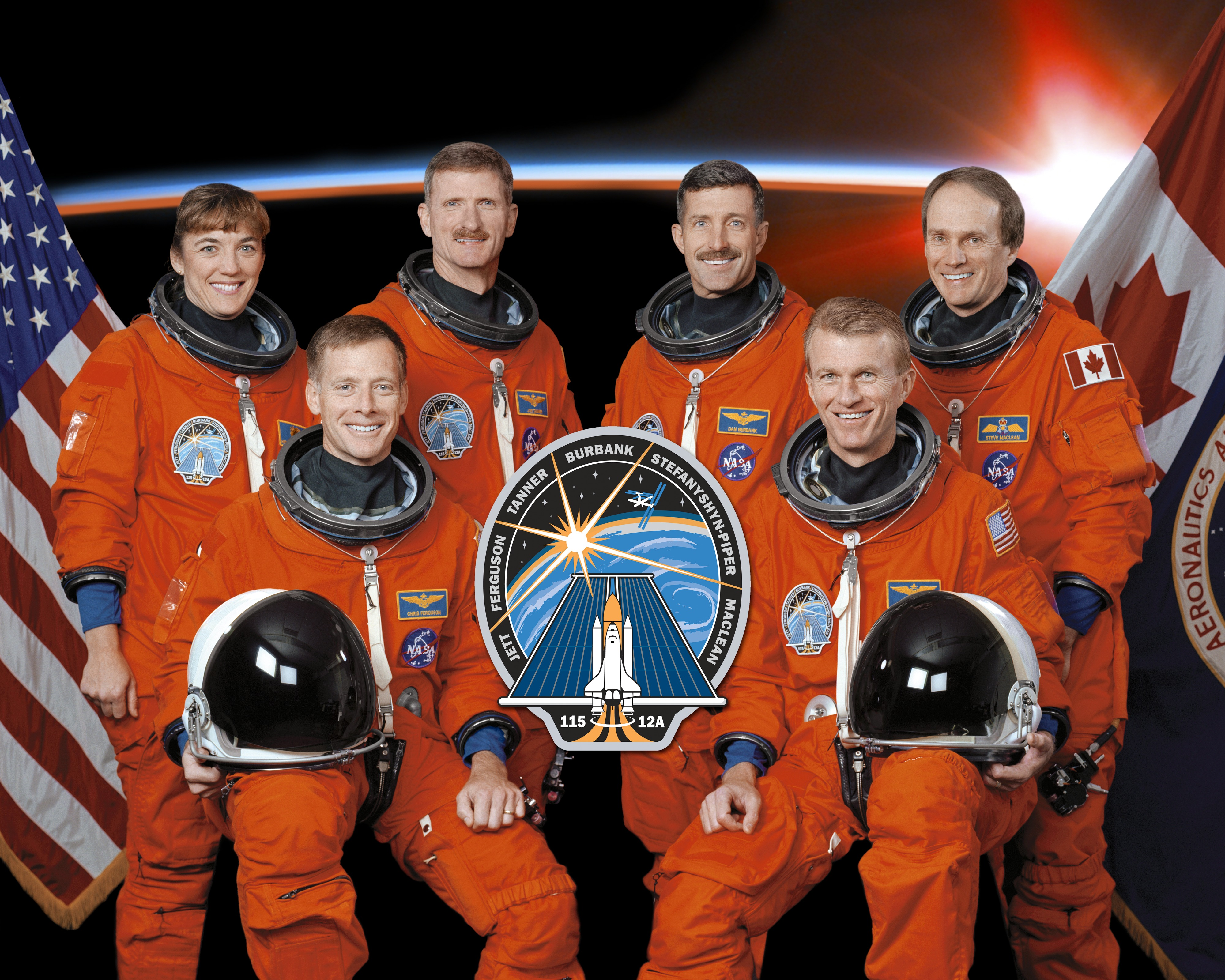
خدمه اس‌تی‌اس-۱۱۵

هایدماری مارتا استفانیشین-پایپر (به انگلیسی: Heidemarie Martha Stefanyshyn-Piper) فضانورد، افسر، و مهندس آمریکاییست.
خانم استفانیشین-پایپر متولد ۱۹۶۳ ایالت مینه‌سوتا بوده و کارشناسی ارشد خود را در رشته مهندسی مکانیک از دانشگاه ام آی تی دریافت نموده‌است.
وی در مأموریت STS-۱۱۵ شرکت داشت.
خانم استفانیشین-پایپر همچنین یک افسر و کاپیتان نیروی دریایی ایالات متحده آمریکا است.

## جستارهای مربوطه
- زنان فضانورد